# Chiesa di San Nicolò (Segonzano)
La chiesa di San Nicolò è la parrocchiale di Sevignano, frazione del comune sparso di Segonzano in Trentino. Il luogo di culto rientra nella zona pastorale di Mezzolombardo dell'arcidiocesi di Trento e risale al XIII secolo.

## Storia

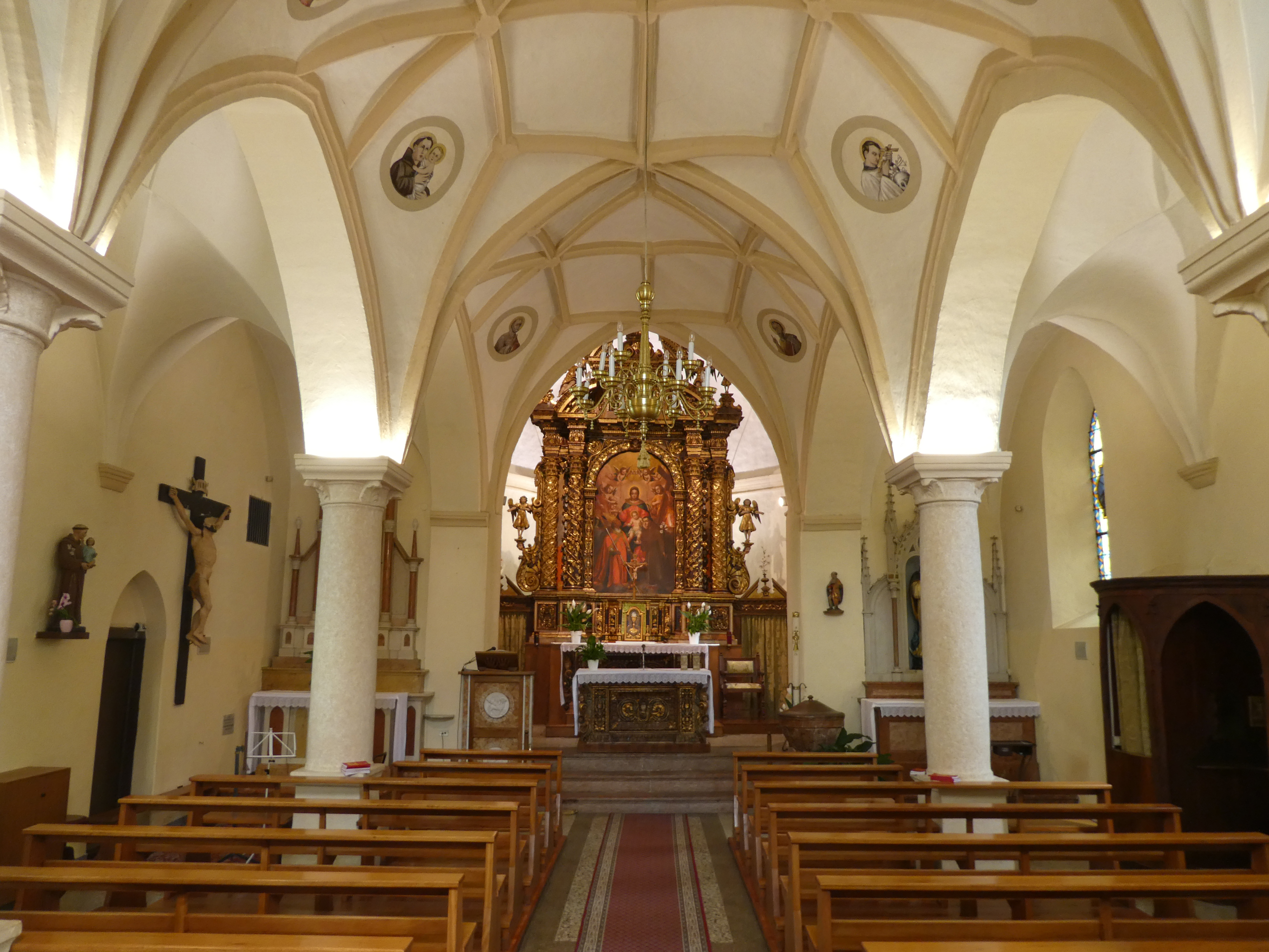
Interno

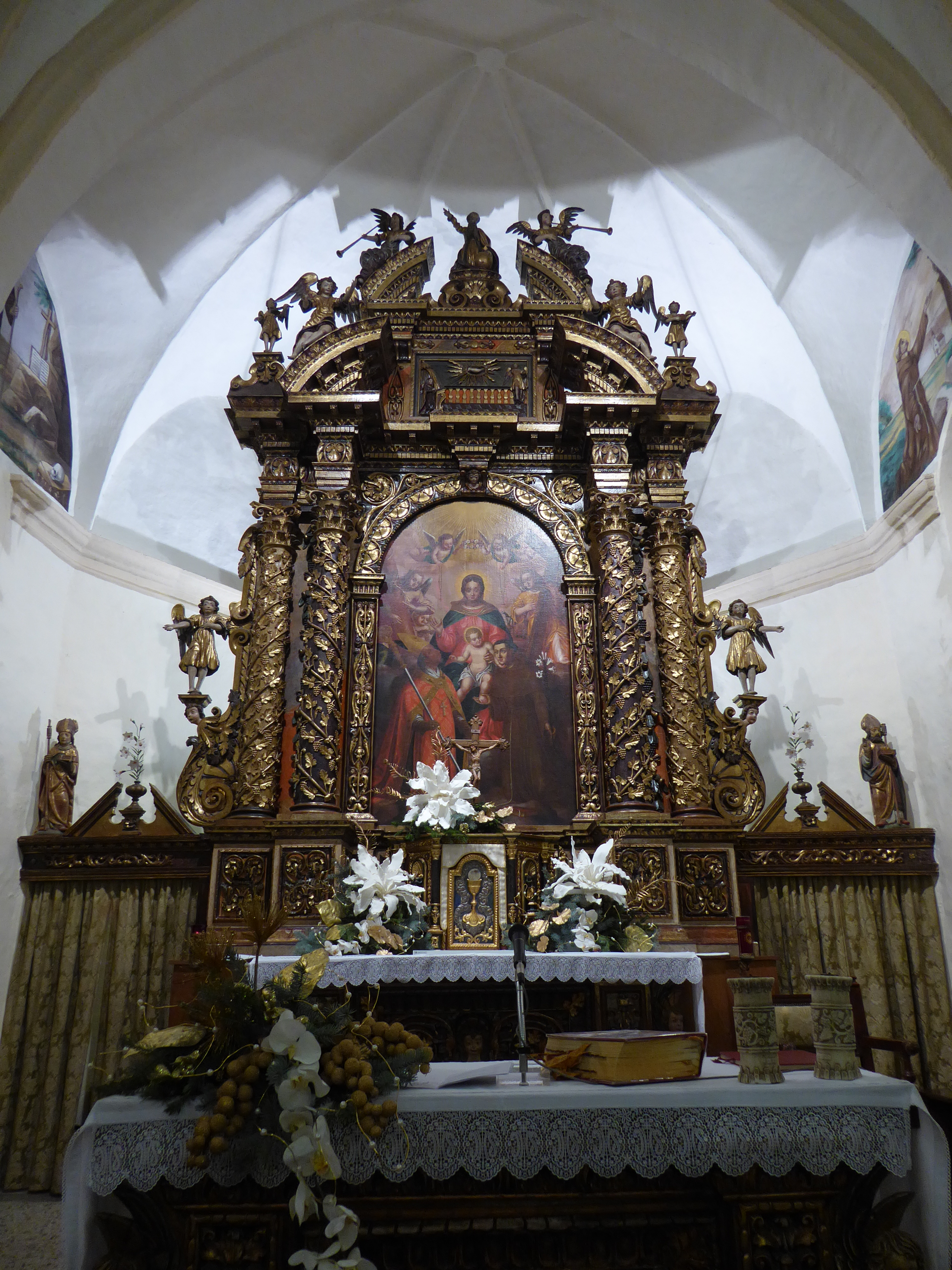
Presbiterio con altare maggiore storico e pala. In primo piano mensa al popolo posta con i lavori di adeguamento liturgico.

Sembra che a Sevignano esistesse una piccola cappella già dal XIII secolo e le prime fonti certe in merito citano una chiesa nel luogo alla data del 1348. Nel XVI secolo l'edificio sacro fu oggetto di ricostruzione, in stile gotico, e nel secolo successivo venne sensibilmente ampliato. Fu consacrato nel 1612 dal suffraganeo del cardinale Carlo Gaudenzio Madruzzo Pietro Belli. Un secolo più tardi fu elevata a dignità curaziale, con la concessione della custodia eucaristica e del fonte battesimale; venne inoltre costruito vicino alla chiesa il piccolo cimitero della comunità.
Col XIX secolo la chiesa ebbe una sagrestia ma i lavori per costruirla crearono problemi per la stabilità del campanile. Seguirono quindi nuovi lavori di ricostruzione del campanile danneggiato che finirono nel 1882. All'inizio del secolo successivo venne completata la facciata e venne ultimato il cimitero con la sua recinzione.
Nel 1912 ottenne la dignità di chiesa parrocchiale. Dopo il secondo conflitto mondiale venne completamente restaurata e furono rifatti la pavimentazione della sala
e la copertura della torre campanaria.
Nell'ultimo decennio del XX secolo è stato realizzato l'adeguamento liturgico con caratteristiche di stabilità ma con modifiche limitate. L'ambone è stato inserito come nuovo elemento sulla parte sinistra dell'eccesso al presbiterio e costruito in pietra. L'altare maggiore storico è stato mantenuto per la custodia eucaristica nel suo tabernacolo. La mensa rivolta al popolo è stata posta al centro del presbiterio e arricchita della copia del paliotto dell'altare maggiore. Il fonte battesimale è stato mantenuto ma spostato vicino al presbiterio, sulla destra della navata.

## Descrizione

### Esterni
La chiesa si trova nel centro dell'abitato di Sevignano e mostra orientamento verso sud-est.   La facciata ha due spioventi nel corpo centrale che è affiancato da ali di minore ampiezza con conclusione orizzontale. Il portale principale è architravato e vi si accede da una breve scalinata. Sopra di questo, in asse, il grande oculo strombato porta luce alla sala. La torre campanaria è posta in posizione arretrata sulla sinistra e la cella si apre con quattro finestre a monofora e culmina con la copertura a piramide acuta a base ottagonale ricoperta da scandole in legno.

### Interni
La sala interna si dispone su tre navate divise in tre campate. La navata centrale ha ampiezza doppia rispetto alle laterali e le volte sono a costoloni secondo lo stile gotico. Il presbiterio è leggermente rialzato.
L'altare maggiore ligneo intagliato, di grande valore storico e artistico, non è stato modificato con l'adeguamento liturgico. La doratura della pala è attribuita a Jacopo Antonio de Hallici da Cremona che nel 1505 sottoscrisse un contratto con la comunità di Sevignano nel quale si conveniva che il pittore avrebbe ricevuto, oltre al compenso pattuito, anche "uno carro de vino boito".